# Ladysmith (Afrique du Sud)
Pour les articles homonymes, voir Ladysmith.
Ladysmith est une ville d'Afrique du Sud située dans la province du KwaZulu-Natal. En 2001, elle comptait 225 500 habitants.

## Géographie
Ladysmith se situe au bord de la rivière Klip (rivière de pierre) dans le district d'uThukela au centre du KwaZulu-Natal, à 230 km au nord-ouest de Durban et 365 km au sud-est de Johannesburg (province du Gauteng). 
Mis à part son industrie touristique, la ville comprend également une importante industrie textile, de pneus et de conditionnement de nourriture.

## Histoire

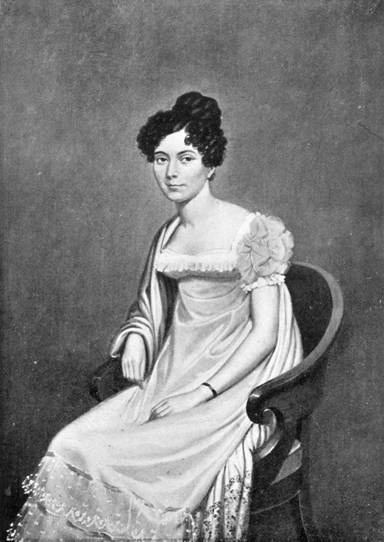
Lady Juana Maria Smith (1798-1872)

Ladysmith fut fondée en 1847 par les pionniers Voortrekkers. 
En 1850, elle devint capitale de l'éphémère république boer de Klip River dont le chef était Andries Spies. Ephémère car la même année, la petite république fut annexée par les Britanniques à leur colonie du Natal.
La ville doit son nom à Lady Juana Maria Smith, l'épouse espagnole de Sir Harry Smith, gouverneur britannique de la colonie du Cap et haut commissaire à l'Afrique du Sud de 1847 à 1852. 
En 1879, un fort fut bâti pour protéger la ville des attaques des impis zoulous. 
Mais c'est à la seconde guerre des Boers que Ladysmith doit sa renommée internationale quand elle fut assiégée par les Boers pendant 118 jours, du 2 novembre 1899 au 28 février 1900. Plus de 3000 soldats britanniques furent tués durant le siège mais la ville ne tomba pas. 
Le mahatma Mohandas Gandhi servit à Ladysmith au côté des britanniques.  Une statue lui rend hommage en face du temple dédié à Vishnu. 
La ville est devenue dans les années cinquante un nœud ferroviaire, ce qui a contribué à son développement industriel. 
La politique d'apartheid toucha la ville dans les années 60 avec le déplacement forcé des indiens qui durent quitter le quartier d'affaires du centre-ville. 
À partir de 1995, de nouvelles structures municipales furent mis en place englobant les villes de Ladysmith, Steadville et d'Ezakheni. En 2000, de nouvelles démarcations municipales agrandirent le district de Ladysmith. La ville est dorénavant démarquée par la ville de Van Reenen au nord et celle de Colenso au sud.

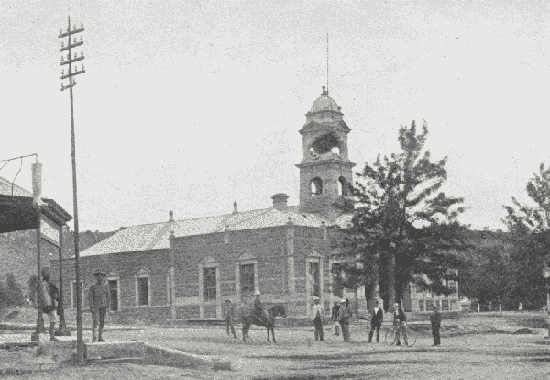
Hôtel de ville de Ladysmith en 1900 durant le siège boer.
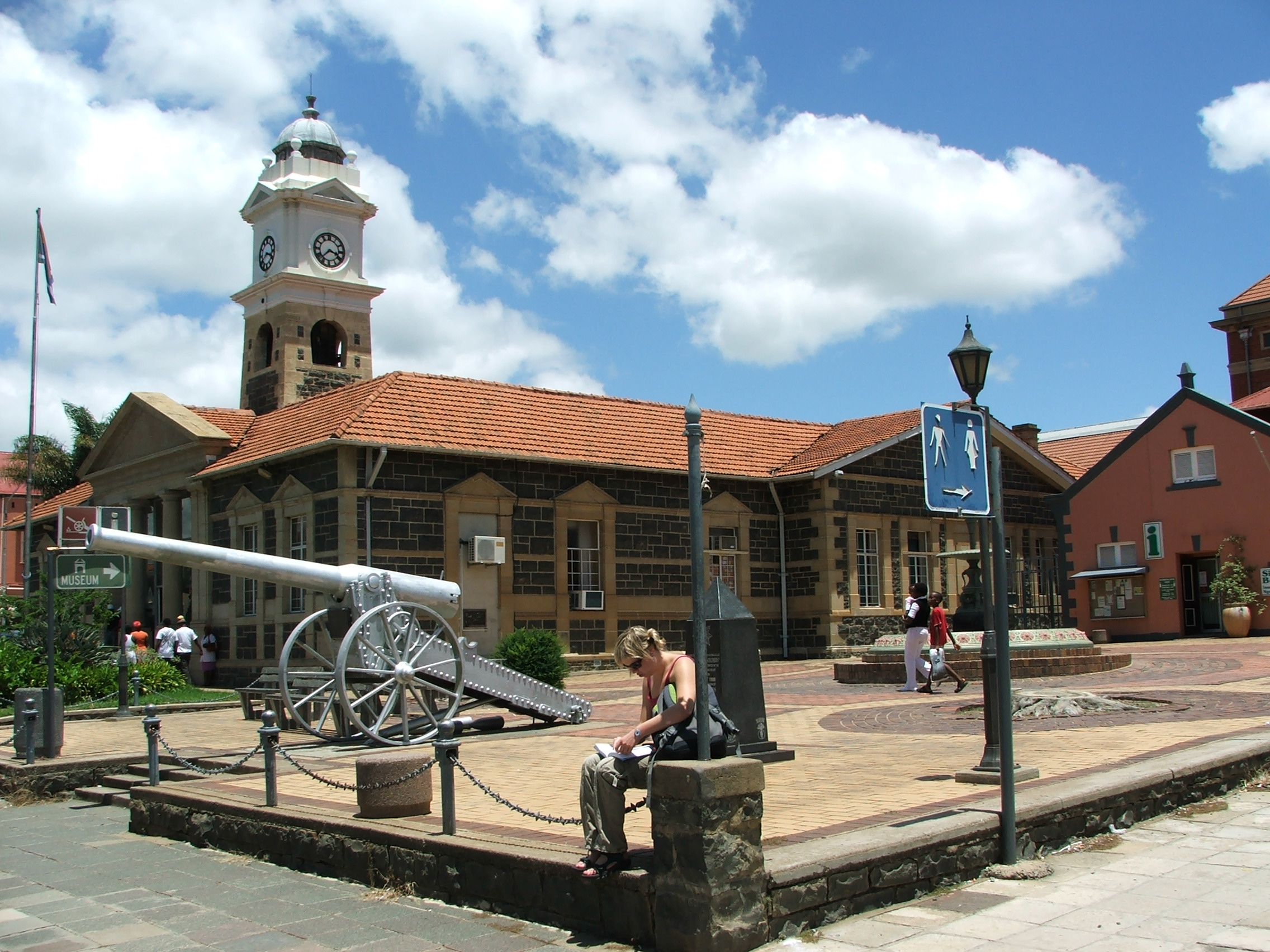
Hôtel de ville de Ladysmith en 2009.